# Jeremy Lane
Jeremy Lane (Tyler, 14 luglio 1990) è un giocatore di football americano statunitense che gioca nel ruolo di cornerback nella National Football League. Fu scelto nel corso del sesto giro (172º assoluto) del Draft NFL 2012. Al college ha giocato a football a Northwestern State.

## Carriera professionistica

### Seattle Seahawks
Lane fu scelto nel corso del sesto del Draft 2012 dai Seahawks. Il 7 maggio, egli acconsentì alla proposta contrattuale presentatagli dalla dirigenza dei Seahawks. Lane debuttò come professionista nella vittoria della seconda settimana della stagione contro i Dallas Cowboys. Disputò le ultime tre gare della stagione come titolare, concludendo con 13 presenze e 15 tackle. Nella stagione 2013 disputò 15 partite mettendo a segno 25 tackle. Il 2 febbraio 2014 vinse il Super Bowl XLVIII quando i Seahawks batterono i Denver Broncos per 43-8.
Partito come titolare nella prima gara del 2014 contro i Packers, Lane si infortunò all'inguine venendo inserito in lista infortunati l'8 settembre. Fece ritorno in campo nella settimana 10 e concluse l'annata con 13 tackle e un fumble forzato in sette presenze.
Nel 2015, Lane rimase in lista infortunati per le prime 11 settimane della stagione. Tornò in campo nel dodicesimo turno contro gli Steelers, facendo subito registrare il primo intercetto in carriera ai danni di Landry Jones, ritornandolo per 54 yard. Il secondo fu nell'ultimo turno della stagione ai danni di Carson Palmer degli Arizona Cardinals.
Il 9 marzo 2016, Lane firmò coi Seahawks un rinnovo quadriennale. Quell'anno disputò per la prima volta tutte le 16 gare stagionali, di cui 9 come titolare, con un nuovo primato personale di 49 tackle.
Il 30 ottobre 2017, Lane fu scambiato con gli Houston Texans assieme a due scelte del draft (una del quinto giro del 2018 e una del secondo giro del 2019) per l'offensive tackle All-Pro Duane Brown ma nello stesso giorno fallì il test fisico per il passaggio alla nuova squadra, facendo così ritorno nel roster di Seattle. Il 9 marzo 2018 fu svincolato.

## Palmarès

### Franchigia
- Super Bowl : 1

Seattle Seahawks: Super Bowl XLVIII
- National Football Conference Championship: 2

Seattle Seahawks: 2013, 2014